# Ministre-président de Rhénanie-du-Nord-Westphalie
Le ministre-président de Rhénanie-du-Nord-Westphalie (en allemand : Ministerpräsident von Nordrhein-Westfalen) est le chef du gouvernement du Land de Rhénanie-du-Nord-Westphalie.

## Historique des titulaires
| Nom          | Nom              | Parti | Dates                                                            | Cabinets    | Majorité       |
| ------------ | ---------------- | ----- | ---------------------------------------------------------------- | ----------- | -------------- |
|              | Rudolf Amelunxen | DZP   | 30 août 1946 – 19 avril 1947 (7 mois et 20 jours)                | Amelunxen I | Pas d'élection |
| Amelunxen II | Rudolf Amelunxen | DZP   | 30 août 1946 – 19 avril 1947 (7 mois et 20 jours)                |             | Pas d'élection |
|              | Karl Arnold      | CDU   | 16 juin 1947 – 19 février 1956 (8 ans, 8 mois et 3 jours)        | Arnold I    | 176 / 216      |
| Arnold II    | Karl Arnold      | CDU   | 16 juin 1947 – 19 février 1956 (8 ans, 8 mois et 3 jours)        | 109 / 215   |                |
| Arnold III   | Karl Arnold      | CDU   | 16 juin 1947 – 19 février 1956 (8 ans, 8 mois et 3 jours)        | 124 / 200   |                |
|              | Fritz Steinhoff  | SPD   | 20 février 1956 – 20 juillet 1958 (2 ans et 5 mois)              | Steinhoff   | 110 / 200      |
|              | Franz Meyers     | CDU   | 21 juillet 1958 – 7 décembre 1966 (8 ans, 4 mois et 16 jours)    | Meyers I    | 104 / 200      |
| Meyers II    | Franz Meyers     | CDU   | 21 juillet 1958 – 7 décembre 1966 (8 ans, 4 mois et 16 jours)    | 110 / 200   |                |
| Meyers III   | Franz Meyers     | CDU   | 21 juillet 1958 – 7 décembre 1966 (8 ans, 4 mois et 16 jours)    | 101 / 200   |                |
|              | Heinz Kühn       | SPD   | 8 décembre 1966 – 19 septembre 1978 (11 ans, 9 mois et 11 jours) | Kühn I      | 114 / 200      |
| Kühn II      | Heinz Kühn       | SPD   | 8 décembre 1966 – 19 septembre 1978 (11 ans, 9 mois et 11 jours) | 105 / 200   |                |
| Kühn III     | Heinz Kühn       | SPD   | 8 décembre 1966 – 19 septembre 1978 (11 ans, 9 mois et 11 jours) | 105 / 200   |                |
|              | Johannes Rau     | SPD   | 20 septembre 1978 – 27 mai 1998 (19 ans, 8 mois et 7 jours)      | 105 / 200   | Rau I          |
| Rau II       | Johannes Rau     | SPD   | 20 septembre 1978 – 27 mai 1998 (19 ans, 8 mois et 7 jours)      | 106 / 201   |                |
| Rau III      | Johannes Rau     | SPD   | 20 septembre 1978 – 27 mai 1998 (19 ans, 8 mois et 7 jours)      | 125 / 227   |                |
| Rau IV       | Johannes Rau     | SPD   | 20 septembre 1978 – 27 mai 1998 (19 ans, 8 mois et 7 jours)      | 122 / 237   |                |
| Rau V        | Johannes Rau     | SPD   | 20 septembre 1978 – 27 mai 1998 (19 ans, 8 mois et 7 jours)      | 132 / 221   |                |
|              | Wolfgang Clement | SPD   | 28 mai 1998 – 20 octobre 2002 (4 ans, 4 mois et 22 jours)        | 132 / 221   | Clement I      |
| Clement II   | Wolfgang Clement | SPD   | 28 mai 1998 – 20 octobre 2002 (4 ans, 4 mois et 22 jours)        | 119 / 231   |                |
|              | Peer Steinbrück  | SPD   | 6 novembre 2002 – 21 juin 2005 (2 ans, 7 mois et 15 jours)       | 119 / 231   | Steinbrück     |
|              | Jürgen Rüttgers  | CDU   | 21 juin 2005 – 14 juillet 2010 (5 ans et 23 jours)               | Rüttgers    | 101 / 187      |
|              | Hannelore Kraft  | SPD   | 14 juillet 2010 - 27 juin 2017 (6 ans, 11 mois et 13 jours)      | Kraft I     | 90 / 181       |
| Kraft II     | Hannelore Kraft  | SPD   | 14 juillet 2010 - 27 juin 2017 (6 ans, 11 mois et 13 jours)      | 128 / 237   |                |
|              | Armin Laschet    | CDU   | 27 juin 2017 – 26 octobre 2021 (4 ans, 3 mois et 29 jours)       | Laschet     | 100 / 199      |
|              | Hendrik Wüst     | CDU   | Depuis le 27 octobre 2021 (3 ans, 4 mois et 15 jours)            | Wüst I      | 100 / 199      |
| Wüst II      | Hendrik Wüst     | CDU   | Depuis le 27 octobre 2021 (3 ans, 4 mois et 15 jours)            | 115 / 195   |                |